# Castro de Avelãs
Castro de Avelãs is een plaats (freguesia) in de Portugese gemeente Bragança en telt 483 inwoners (2001).

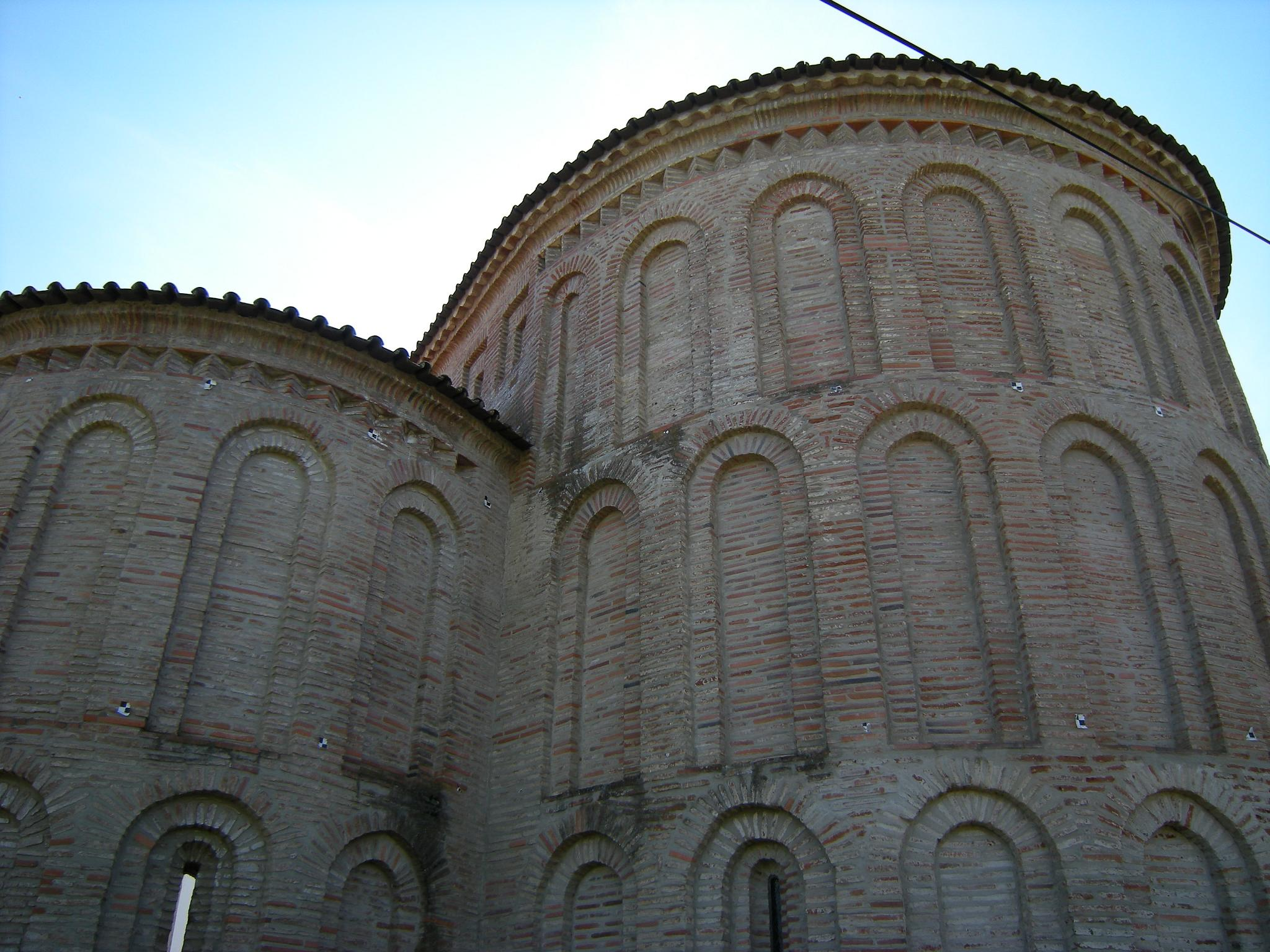
Kerk